# Pugetopolis

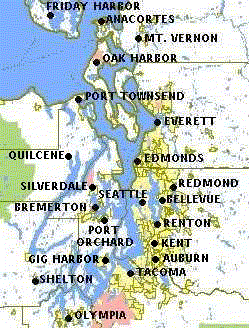
Carte des principales villes de la région

Pugetopolis  est le nom donné par des géographes à la mégalopole transnationale comprenant l'agglomération de Seattle aux États-Unis et celle de Vancouver au Canada. Elle tire son nom du Puget Sound, bras de mer de l'océan Pacifique situé à mi-chemin de Seattle et de Vancouver.
Le terme Pugetopolis a été employé au moins dès les années 1960 pour désigner à l'époque l'aire s'étendant d'Olympia à Bellingham,.